# Quando l'amore è romanzo
(Ann Blyth/Helen Morgan, cita nel film i versi di Edna St. Vincent Millay per descrivere la sua vita.)
Quando l'amore è romanzo (The Helen Morgan Story) è un film biografico del 1957 sulla vita della cantante jazz Helen Morgan, diretto da Michael Curtiz e interpretato da Ann Blyth e Paul Newman.
Il soggetto del film si basa sull'episodio della serie statunitense Playhouse 90, intitolato The Helen Morgan Story, andato in onda il 16 maggio 1957, pochi mesi prima del film, uscito nelle sale il 2 ottobre di quello stesso anno.

## Trama
Il film racconta l'ascesa al successo e il declino della famosa torch singer dei ruggenti anni '20, Helen Morgan.
Il film si apre con la giovane Helen che lavora come ballerina in una fiera di Chicago. Qui inizia la sua travagliata relazione amorosa con il fascinoso delinquente Larry Maddux, che promette di poterla lanciare nel mondo dello spettacolo.
Nonostante i problemi con la sua principale attività di contrabbandiere di alcolici durante l'era del proibizionismo, Larry riesce a portare al successo Helen facendola cantare in un club di sua proprietà, dove viene notata e scritturata per Show Boat, il musical di Broadway che le darà la fama tanto sperata.
Il cuore di Helen è diviso tra l'amore per Larry, il quale però con i suoi traffici illegali la mette continuamente nei guai, e l'affetto dimostratole da Russel Wade, avvocato rispettato ma già sposato.
Quando scopre che Larry l'ha sempre sfruttata per mantenere il suo sfarzoso tenore di vita, Helen cade in depressione ed entra nel vortice dell'alcol. Comincia a perdere fama e ingaggi, presentandosi ubriaca in scena e sperperando il suo patrimonio, già duramente colpito dalla crisi del '29.
La situazione precipita quando Helen viene ricoverata in una clinica di disintossicazione dall'alcol. L'unico che si ricordi di lei e vada a trovarla è proprio Larry, uscito di galera e pentito di ciò che ha causato alla sventurata cantante, ancora innamorata di lui. Per farsi perdonare, quando lei viene dimessa, le organizza a sorpresa una serata di gala dove ritrova tutti i vecchi amici e impresari dello spettacolo.
L'elegante finale del film lascia intendere che questo sia il primo passo di Helen verso il riscatto personale e il ritorno al successo, cosa che non avvenne però nella vita reale.

## La ricerca dell'attrice protagonista
In origine il film era stato scritto per Doris Day, la quale rifiutò dichiarando che non poteva interpretare gli aspetti sordidi del periodo difficile della Morgan, in quanto questi stridevano con la sua immagine pubblica e artistica.
Fu contattata allora Judy Garland, ma anche lei rifiutò la parte dichiarando che non voleva più interpretare storie con finali tristi.
La scelta allora ricadde su Ann Blyth. Nonostante fosse cantante oltre che attrice, tanto da aver cantato anche in precedenti musical, alla sua voce da soprano di impostazione molto lirica, fu preferita quella più da musica leggera di Gogi Grant, che doppiò la Blyth in tutte le parti canore del film. La scelta risultò poco oculata in quanto la voce e lo stile canoro della Morgan erano più vicini a quelli della Blyth che a quelli della Grant.
Ann Blyth rivelò al produttore esecutivo John Fricke che la scelta era venuta direttamente dal capo della produzione Warner Brothers, Jack L. Warner, il quale voleva una voce che assomigliasse quanto più possibile a quella della Garland.
Polly Bergen, che impersonava Helen Morgan nell'episodio di Playhouse 90 da cui è tratto il film, cantò lei stessa le canzoni contenute nello sceneggiato, ricevendo i complimenti da cantanti del calibro di Dean Martin e Perry Como. Per la sua interpretazione vinse anche un Emmy Award.

## Standard e torch-songs
La colonna sonora di Ray Heindorf consiste in riarrangiamenti strumentali di standard jazz e torch songs portate al successo dalla Morgan.

Le canzoni cantante da Gogi Grant nel film sono:
- Silent Night, Holy Night

Ne canta uno stralcio nella scena del provino di Helen alla Klingman Agency.
- If You Were the Only Girl in the World

Helen la canta all'audizione con il primo locale.
- Avalon

Helen la canta durante uno spettacolo con delle coriste.
- The One I Love (Belongs to Somebody Else)

Helen la canta in un Night Club.
- Love Nest

Helen la canta in un Night Club.
- Do, Do, Do

Helen la canta al Gassher's Bar.
- Breezin' Along with the Breeze

Helen la canta al Gassher's Bar.
- The Man I Love

Helen la canta dedicandola al fidanzamento di Benny e Dolly.
- On the Sunny Side of the Street

Helen la canta nel suo club.
- Someone to Watch Over Me

Uno stralcio di questo brano si sente durante le immagini del tour europeo, al “London Palladium”.
- Deep Night

Uno stralcio di questo brano si sente durante le immagini del tour europeo, al “Teatro Madrid”.
- April in Paris

Uno stralcio di questo brano si sente durante le immagini del tour europeo, al “Les Ambassadeurs”.
- Somebody Loves Me

Helen la canta durante delle prove teatrali.
- Bill

Helen la canta al “Gold Spoon” quando Larry viene ferito.
- You Do Something to Me

Helen la canta durante lo spettacolo in cui si sente male.
- Why Was I Born?

Helen la canta nel suo club e si sente anche trasmessa alla radio quando va al bar verso il finire del film.
- Can't Help Lovin' Dat Man

Helen la canta nel finale del film, durante il party in suo onore.

## Critica
Il film non fu acclamato dalla critica americana.

A.H. Weiler, del New York Times, scrive nel suo articolo che denota una sceneggiatura banale, da soap opera, la quale ha come unico intento quello di creare una melensa nostalgia degli anni venti. Critica anche i due attori protagonisti definendo la Blyth troppo debole e Newman troppo caricaturale. Secondo il critico cinematografico del New York Times, l'unica nota positiva del film è l'interpretazione canora di Gogi Grant.
Anche la recensione di Variety è concorde nel sottolineare il cattivo lavoro degli sceneggiatori, accusandoli inoltre di essersi distaccati troppo dai fatti realmente accaduti. Rivaluta tuttavia la regia di Michael Curtiz, ammettendo che non poteva fare di meglio con lo script in possesso, e l'interpretazione di Newman, definita autorevole e credibile.

## Riconoscimenti
- 1958 – Laurel Awards[9]
  - 3º posto Golden Laurel alla miglior interprete femminile in un film musicale a Ann Blyth